# Оулэнд, Уорнер
Уорнер Оулэнд (англ. Warner Oland; 3 октября 1879 — 6 августа 1938) — американский актёр шведского происхождения, наиболее известный по роли детектива Чарли Чана.

## Биография
Юхан Вернер Элунд (швед. Johan Verner Ölund) родился в селе Нюбю, коммуна Бьюрхольм, лен Вестерботтен, Швеция. Оулэнд утверждал, что своей смутно азиатской внешности он обязан дальним родственникам, имевшим монгольские корни. Хотя никаких доказательств или официальных подтверждений этому не имеется, ряд историков кино считают более вероятным предположение, что актёр имел саамское происхождение. Когда ему было тринадцать лет, его семья эмигрировала в Соединённые Штаты. Образование получил в Бостоне, штат Массачусетс. Он хорошо знал английский и шведский, и перевёл несколько пьес Августа Стриндберга. Будучи молодым человеком, он продолжил карьеру в театре, в первый рабочий на сценография при разработке своего актёрского мастерства. Обучение как драматический актёр, в 1906 году, он был подписан поездку по стране с труппой под руководством актрисы Аллы Назимовой. В следующем году он познакомился и женился на драматурге и художнице-портретистке Эдит Гарднер Ширн. Блестящая женщина стала идеальным партнёром для Оулэнда: она освоила шведский язык, помогая ему с переводом произведений Стриндберга, которые они совместно опубликовали отдельной книгой в 1912 году.
После нескольких лет работы в театре, в том числе на Бродвее под именем Ворнер Эланд, в 1912 году он дебютировал в немом фильме «Путешествие пилигрима», основанном на романе Джона Баньяна. Ещё через три года сыграл роль в приключенческом фильме «Похождения Элен» с участием популярной Перл Уайт. В результате его обучения, как шекспировский актёр и его лёгкая адаптация к зловещий вид, он был востребован в качестве злодея и в этнических ролях. Он снялся ещё в нескольких фильмах с Перл Уайт в том числе в её фильме 1919 года «Оседлавший молнию», в котором он впервые появился в роли восточного человека. В течение последующих 15 лет он снялся в более чем 30 фильмах, в том числе в роли отца главного героя в «Певце джаза» (1927).
Монголоидные черты лица Оулэнда позволили ему легко играть роли персонажей-азиатов; Кей Люк писал, что он не нуждается в гриме, за исключением «маленькой козлиной бородки, налепленой на подбородок». Учитывая нежелание Голливуда в этот период нанимать азиатских актёров на значительные роли (несколько неохотно сделанных исключений: Анна Мэй Вонг, Сэссю Хаякава, и Филип Ан), он изображал азиатских персонажей в нескольких фильмах, прежде чем ему предложили главную роль в фильме 1929 года «Таинственный доктор Фу Маньчу», став первым исполнителем легендарного злодея их серии книг Сакса Ромера на экране. Кассовый успех фильма сделан Оулэнда звездой, и в течение следующих двух лет он снялся в роли доктора Фу Манчу ещё в трёх фильмах. Вжившись в образ, он снялся в роли Чарли Чана в детективном фильме «Чарли Чан ведёт» (1931), а затем в классическом фильме Йозефа фон Штернберга «Шанхайский экспресс» (1932), в котором также играли Марлен Дитрих и Анна Мэй Вонг.
Хотя Oулэнд снялся во многих других фильмах, наибольший кассовый успех и симпатии зрителей имели фильмы о Чарли Чане с его участием, что привело к запуску целого сериала из 16 фильмов, который позволил студии «Fox» остаться на плаву в 1930-х. Актёр, получавший по 40.000 долларов за каждый фильм, к своей роли подходил серьёзно, изучал китайский язык и каллиграфию. Оулэнд также был первым актёром, сыгравшим в одном из первых крупных голливудских фильмов посвящённых этой теме, «Лондонском оборотне» (1935), где он сыграл оборотня, кусающего главного героя, которого играл Генри Халл.
Несмотря на своё богатство и успех, Оуленд страдал от алкоголизма, что серьёзно повлияло на его здоровье и его тридцатилетний брак. В январе 1937 года он начал сниматься в картине «Чарли Чан на ринге». Тем не менее, через неделю съёмок его поведение привело к его увольнению и съёмки была прекращены. После лечения в больнице, он подписал новый трёхлетний контракт со студией Fox в продолжении Чарли Чана. В то же время он был вовлечён в бракоразводный процесс с женой, в результате которого потерял большую часть состояния. Так же было его возможности уехать за границу в качестве юридического порядка помешали ему Путешествия и перемещение его активов за рубежом. Примерно в это время он был вовлечён в инцидент, когда после приказа своему шофёру отвезти его в Мексику, он потребовал во время отдыха сделать остановку, чтобы сесть на подножке своей машины и бросить свою обувь в зрителей. Развод (суд принял решение в пользу его жены) было объявлен в газетах 2 апреля 1938 года, и в тот же день он уехал на корабле из страны. Он совершил турне по южной Европе, после чего вернулся в родную Швецию, где остановился у друга-архитектора.
В Швеции Оулэнд заболел бронхиальной пневмонией, усугублённой эмфиземой из-за многолетнего курения и умер в больнице в Стокгольме. Последний фильм Оулэнда был незавершённый «Чарли Чан на ринге». Студия Fox пересняла сцены с Питером Лорре и выпустила готовую картину, как «Азартная игра Мистера Мото» (1938). Уорнер Оуленд и его жена сделали своей основной резиденции историческую ферму недалеко от города Саусборо, штат Массачусетс, пригород Бостона. После кремации в Швеции, его прах был доставлен в Соединённые Штаты, его женой для погребения на Сельском кладбище Саусборо.

## Фильмография
- 1912 — Путешествие пилигрима
- 1915 — Похождения Элен / The Exploits of Elaine — Ву Фанг
- 1915 — Грех /
- 1915 — Уничтожение /
- 1916 — / The Rise of Susan
- 1916 — Вечный Сафо
- 1917 — / Fatal Ring (сериал)
- 1919 — Оседлавший молнию / The Lightning Raider
- 1919 — / Mandarin’s Gold
- 1919 — Свидетель защиты /
- 1920 — / Third Eye
- 1920 — / Phantom Foe
- 1921 — Ураган Хатч (сериал)
- 1922 — Восток есть Запад /
- 1924 — Так что это брак?
- 1924 — Американская борьба
- 1925 — Всадники фиолетового мудреца[англ.]
- 1925 — Цветок ночи / Flower of Night — Люк Рэнд
- 1925 — Дон Ку, сын Зорро / Don Q Son of Zorro — эрцгерцог
- 1926 — Дон Жуан
- 1926 — Поручите это морпехам / Tell It to the Marines
- 1927 — Ставка — миллион
- 1927 — Старый Сан-Франциско
- 1927 — Певец джаза
- 1929 — Таинственный доктор Фу Манчу
- 1930 — Paramount на параде
- 1930 — Возвращение доктора Фу Манчу
- 1931 — Барабаны Jeopardy
- 1931 — Обесчещенная / Dishonored — полковник фон Хидау
- 1931 — Чарли Чан продолжает
- 1931 — Чёрный верблюд / The Black Camel
- 1931 — Дочь дракона
- 1932 — Шанс для Чарли Чана
- 1932 — Шанхайский экспресс — Генри Чанг
- 1933 — Величайшее дело Чарли Чана
- 1934 — Мужество Чарли Чана
- 1934 — Ответный ход Бульдога Драммонда / Bulldog Drummond Strikes Back
- 1934 — Чарли Чан в Лондоне
- 1934 — Разрисованная вуаль / The Painted Veil — полковник Ю
- 1935 — Чарли Чан в Париже
- 1935 — Оборотень в Лондоне
- 1935 — Чарли Чан в Египте
- 1935 — Чарли Чан в Шанхае
- 1936 — Чарли Чан на скачках / Charlie Chan at the Race Track
- 1936 — Чарли Чан в цирке / Charlie Chan at the Circus
- 1936 — Секрет Чарли Чана / Charlie Chan’s Secret
- 1936 — Чарли Чан в опере / Charlie Chan at the Opera
- 1937 — Чарли Чан на Бродвее / Charlie Chan on Broadway
- 1937 — Чарли Чан на Олимпийских играх / Charlie Chan at the Olympics
- 1937 — Чарли Чан в Монте-Карло / Charlie Chan at Monte Carlo